# Taniecznica
Taniecznica – osada w Polsce położona w województwie wielkopolskim, w powiecie gostyńskim, w gminie Piaski, w sołectwie Grabonóg.
W okresie Wielkiego Księstwa Poznańskiego (1815-1848) miejscowość wzmiankowana jako folwark Tanecznica należała do wsi mniejszych w ówczesnym pruskim powiecie Kröben (krobskim) w rejencji poznańskiej. Tanecznica należała do okręgu gostyńskiego tego powiatu i stanowiła część majątku Grabonóg, którego właścicielem był wówczas (1846) Wilkoński. Według spisu urzędowego z 1837 roku folwark liczył 28 mieszkańców, którzy zamieszkiwali 4 dymy (domostwa).
W latach 1975–1998 miejscowość położona była w województwie leszczyńskim.